# Edemon
Edemon, Aedemon ou Ædemon foi um escravo liberto de Ptolomeu da Mauritânia que liderou uma revolta contras as tropas do imperador romano Cláudio entre 40 e 42 d.C. depois do assassinato do seu príncipe por Calígula e da ocupação do seu reino pelos romanos.
À exceção de uma menção de Plínio, o Velho, nada se sabe sobre a sua vida e Dião Cássio, que relatou alguns detalhes da conquista do Reino da Mauritânia, não o menciona. Um estudo levado a cabo por Jacques Gascou, diretor de investigação no Centre national de la recherche scientifique de Aix-en-Provence sobe a etimologia do nome, as forças de que ele poderia dispor e a data provável da sua morte foi publicado em 1985.